# I Fight Dragons
I Fight Dragons (в переводе с англ. — «Я сражаюсь с драконами») — американская электро-рок-группа, созданная в Чикаго, штат Иллинойс. Коллектив стал известен тем, что в своём творчестве совмещает поп-рок с элементами чиптюна и электронной музыкой, при этом активно используя оригинальные звуки игровых приставок преимущественно прошлых поколений, таких как Nintendo Entertainment System или Game Boy.
С тех пор, как I Fight Dragons начали свою деятельность в 2008 году, ими было выпущено два мини-альбома, а затем, подписав контракт с лейблом Atlantic Records, музыканты записывают полноформатный студийный альбом KABOOM!, релиз которого состоялся в 2011. После выхода этой пластинки коллектив получил известность в США и Европе; группа активно гастролировала, выступая совместно с такими известными исполнителями как 3OH!3, Cobra Starship и Трэвис Маккой. Помимо этого I Fight Dragons принимали участие в различных американских и европейских музыкальных фестивалях.
Осенью 2012 года музыканты принимают решение разорвать контракт с Atlantic Records и в дальнейшем развиваться независимо от звукозаписывающих компаний.

## История группы

### Формирование и дебютный релиз (2009—2010)
Группа I Fight Dragons создана в октябре 2008 года музыкантами Брайаном Маззаферри, Лорой Грин, Майком Ментзером, Хэри Рао, Дейвом Миделлом и Биллом Прокоповым. В этом составе коллектив записал и выпустил свой дебютный релиз — мини-альбом Cool Is Just a Number. I Fight Dragons быстро привлекли внимание слушателей своим подходом к созданию композиций: участники группы, помимо традиционных музыкальных инструментов, использовали игровые приставки и периферийные устройства к ним. После релиза EP группу покидает гитарист Майк Ментзер и на его место приходит Пэки Ландхолм. Вскоре I Fight Dragons в Чикаго провели несколько выступлений.  Концерт в Metro Chicago был отснят и выпущен на DVD под названием Dragon Fight! с автографами участников коллектива пронумерованным ограниченным тиражом в 500 экземпляров. Некоторое время спустя выходит сборник IFD Amnesty2, куда вошли ремиксы на собственные треки и кавер-версии песен различных исполнителей, записанных группой. IFD Amnesty2 распространялся только на USB-носителях.
В августе 2009 года Дэйв Миделл уходит из I Fight Dragons, ссылаясь на личные проблемы. Его место занимает барабанщик Чед Ван Дэм. Через некоторое время у группы появляется менеджер Джей Джей Итальяно; с этого момента музыканты начали пытаться всячески привлечь внимание мейджор-лейблов. С сентября по декабрь 2009 I Fight Dragons проводят своё первое большое турне по США.

### Контракт с Atlantic и рост популярности (2010—2012)
В 2010 году I Fight Dragons начинают сотрудничество с Atlantic Records, что в значительной степени повлияло на повышение интереса к группе. Коллектив начал регулярно появляться на MTV. Весной 2010 был проведён тур, в ходе которого группа выступала вместе с 3OH!3, Cobra Starship и Трэвисом Маккоем. Тур был положительно воспринят музыкальными обозревателями. Так, например, Рик Флорино высоко оценил зрелищность концертов, необычность звучания и манеру исполнения музыкантами своих песен. Росту популярности I Fight Dragons способствовало ещё то, что их трек «Money» стал заглавной темой шоу WWE Money in the Bank.
27 ноября 2010 I Fight Dragons выпустили второй мини-альбом Welcome to the Breakdown. По настоянию лейбла, материал, записанный для EP первоначально должен был быть изданным в составе полноформатнго альбома. В этот момент группу покидает Лора Грин.
В начале 2011 года коллектив подписывает контракт с независимым лейблом Photo Finish Records и начинает работу над новым студийным материалом. В сентябре 2011 выходит сингл и видеоклип «KABOOM!», а 24 октября 2011 состоялся релиз первого полноформатного альбома I Fight Dragons под таким же названием KABOOM!. Пластинка была издана на CD, однако позже альбом был выложен самими участниками группы на официальном сайте I Fight Dragons и с тех пор доступен для бесплатного скачивания. К композиции «Save World, Get Girl» был создан клип в формате 3D, который был доступен на сервисе Nintendo Video для портативной игровой приставки Nintendo 3DS. Съёмки клипа финансировались компанией Nintendo.
В конце 2012 года I Fight Dragons прекращают сотрудничество с Atlantic. Также из состава группы выходит Билл Прокопов.

### Дальнейшая деятельность (2013—настоящее время)
В январе 2013 года участники группы сообщили, что они вновь возвращаются в студию для записи нового мини-альбома. Помимо этого, музыканты добавили, что EP будет выпущен в 2013. Вскоре в интернет был выложен сборник DEMOlition, куда вошли демо-версии песен, записанных в период с 2010 по 2011 год.
В марте 2013 Брайан Маззаферри заявил, что работа над EP переросла в запись полноценного альбома. Маззаферри также обнародовал название пластинки — The Near Future, но о дате выпуска до сих пор ничего неизвестно. 21 июня 2013 года главная композиция нового альбома «The Near Future» была выпущена в качестве сингла. К песне снят видеоклип.
Музыкантами также сообщается о новом проекте Project Atma, финансирование которого осуществляется с помощью Kickstarter. По словам Брайана Маззаферри Project Atma будет большой концептуальной записью, к которой будет прилагаться тематически связанная графическая новелла. Возможный релиз Project Atma намечается на 2014 год.

## Состав группы
Текущий состав
- Брайан Маззаферри — вокал, гитара, программинг, клавишные, NES, Game Boy (2008—настоящее время)
- Пэки Ландхолм — вокал, бэк-вокал, гитара, ударные (2009—настоящее время)
- Хэри Рао — бас-гитара (2008—настоящее время)
- Чед Ван Дэм — ударные, драм-машина (2008—настоящее время)

Бывшие участники
- Лора Грин — вокал, бэк-вокал, гитара (2008—2010)
- Майк Ментзер — гитара, бас-гитара, вокал (2008—2009)
- Дэйв Миделл — ударные (2008—2009)
- Билл Прокопов — вокал, бэк-вокал, клавишные, микширование, NES, SNES, NES Power Pad, световой пистолет, контроллеры для игр Rock Band и Guitar Hero (2008—2012)

Временная шкала

## Дискография
| Студийные альбомы - Cool Is Just a Number (EP) (2009) - Welcome to the Breakdown (EP) (2010) - KABOOM! (2011) - The Near Future (2014) - Canon Eyes (2019) | Сборники - IFD Amnesty2 (2009) - OverCool (EP) (2010) - DEMOlition (2013) | Синглы - «KABOOM!» (2011) - «The Geeks Will Inherit The Earth» (2011) - «Save World, Get Girl» (2012) - «cRaZie$» (2013) - «The Near Future» (2013) | Видеоклипы - «Money» (2009) - «The Faster the Treadmill» (2010) - «The Geeks Will Inherit The Earth» (2011) - «Save World, Get Girl» (2012) - «cRaZie$» (2013) - «Move» (2013) |

## Использование музыки I Fight Dragons в медиа
- «Money»: шоу WWE Money in the Bank (2010)
- «Disaster Hearts»: сериал Морская полиция: Спецотдел (2012)[19]
- «Rewind»: сериал Голдберги (2013)[~ 1][20]